# Världens rikaste anka
Världens rikaste anka är kapitel 11 i seriesviten Farbror Joakims liv (The Life and Times of $crooge McDuck), författad och tecknad av Don Rosa. Utspelar sig 1907-1930.

## Handling
Joakim von Anka reser jorden runt och gör affärer under många år. När Joakim kommer hem till Ankeborg har hans hjärta mörknat och han tror inte längre på någon efter alla bedragare han mött. Ankeborg har växt till en myllrande storstad. Han möts av borgmästaren som ger honom stadens nyckel men Joakim puttar borgmästaren åt sidan och säger jag äger alla lås i stan. 
När han kommit in i pengabingen får han en överraskning eftersom han möts av sina systrar, Kvacke som nu är gift med Joakims syster Hortensia och hans sekreterare och alla som arbetar för honom. Hortensia presenterar sin fästman Kvacke och deras två barn Della och Kalle. Joakims sekreterare Fröken Näbblund berättar att det finns en överraskning inne på Joakims kontor. Han går ilsket förbi och in på sitt kontor, Sedan kommer Hortensia in med sitt raseriutbrott och är arg för att det har gått 20 år och Joakim fortfarande behandlar dem som flugsmuts. Sedan går hon ut ur rummet medan hon säger att om Joakim inte ber om ursäkt så kommer hon aldrig höra av sig mer. Joakim svarar med om jag ser att ni har tagit en enda krona ur min pengabinge så kan ni räkna med att jag hör av mig. Hortensias son Kalle (Kalle Anka) står kvar. Sedan går han fram och sparkar Joakim, sedan springer han iväg. Sedan sitter Joakim på sitt kontor och börjar tänka tillbaka på alla minnen när han var barn och lekte med sina systrar och var med sin familj. Då blir Joakim sentimental och springer ut ur kontoret, precis innan han kommit ut märker han ett papper på väggen där det står grattis, du är nu officiellt världens rikaste anka. Han hoppar omkring på sitt kontor och skriker hurra och är jätteglad, medan man ser hans systrar på väg ner utanför pengabingen. Då hör man en röst från en människa som säger jag önskar att jag var som han, han har allt. Joakims syster Matilda svarar med att Joakim en gång hade allt, nu har han bara det man kan få för pengar. Sedan ser man dem gå iväg från bingen.